# わが恋せし乙女
『わが恋せし乙女』（わがこいせしおとめ）は、1946年10月29日に日本で公開された映画。製作は松竹。1924年のアメリカ映画『我が恋せし乙女』の翻案。北軽井沢の農場を舞台に、実の兄妹でないと知った兄と妹のロマンス。メルヘンチックでヨーロッパ調の演出が行われている。
白黒、スタンダード・サイズ。

## ストーリー
田舎の家で女の赤ん坊が拾われた。年上の男の子とともに実の兄妹のように育てられ、娘は美しく育った。戦争から帰って来た兄・甚吾は、妹として遇してきた娘に恋をし、結婚したいと思うようになった。母にもその話をすると賛成してくれたので、妹には、ちょっと話があるから祭りの日に話すと言った。だが祭りの日、甚吾は妹が恋人らしい男と語らっているのを発見してしまう。果たして妹は、結婚したい男があると打ち明けるのだった。甚吾は苦悩のうちに諦めるが、話を聞いた母は泣き崩れる。兄さんの話はなあに、と訊かれた甚吾は、自分と同じ隊にいた男が、お前の写真を見て気に入ったから結婚させようと思っていた、と話す。井川邦子が主題歌を劇中でも歌っている。

## スタッフ
- 監督：木下惠介
- 企画：細谷辰雄
- 脚本：木下惠介
- 撮影：楠田浩之
- 音楽：木下忠司

## キャスト
- 兄・甚吾：原保美（少年時代：大塚正義）
- 妹・美子：井川邦子（少女時代：河野正昭）
- 母・おきん：東山千栄子
- 父・草二郎：勝見庸太郎
- 野田：増田順二
- 喜造：山路義人
- 次郎：大塚紀男